# Coppa del Mondo femminile di pallavolo 2007
La Coppa del Mondo femminile di pallavolo 2007 si è svolta dal 2 al 16 novembre 2007 a Tokyo, Hamamatsu, Osaka, Sendai, Sapporo, Kumamoto, Nagoya e Aichi, in Giappone. Al torneo hanno partecipato 12 squadre nazionali e la vittoria finale è andata per la prima volta all'Italia, che si è qualificata per i giochi della XXIX Olimpiade, insieme al Brasile e agli Stati Uniti, rispettivamente seconda e terza classificate.

## Girone unico

### Primo turno
| Girone A                                                                    | Girone B                                                    |
| --------------------------------------------------------------------------- | ----------------------------------------------------------- |
| Sede: Tokyo Corea del Sud Giappone Italia Rep. Dominicana Serbia Thailandia | Sede: Hamamatsu Brasile Cuba Kenya Perù Polonia Stati Uniti |

### Secondo turno
| Girone C                                                                    | Girone D                                                 |
| --------------------------------------------------------------------------- | -------------------------------------------------------- |
| Sede: Osaka Corea del Sud Giappone Italia Rep. Dominicana Serbia Thailandia | Sede: Sendai Brasile Cuba Kenya Perù Polonia Stati Uniti |

### Terzo turno
| Girone E                                                | Girone F                                                                         |
| ------------------------------------------------------- | -------------------------------------------------------------------------------- |
| Sede: Sapporo Giappone Kenya Italia Perù Polonia Serbia | Sede: Kumamoto Brasile Corea del Sud Cuba Rep. Dominicana Stati Uniti Thailandia |

### Quarto turno
| Girone G                                                     | Girone H                                                                |
| ------------------------------------------------------------ | ----------------------------------------------------------------------- |
| Sede: Nagoya Brasile Cuba Giappone Italia Serbia Stati Uniti | Sede: Aichi Corea del Sud Kenya Polonia Perù Rep. Dominicana Thailandia |

## Podio

### Campione
Formazione: 1 Anzanello, 5 Piccinini, 7 Guiggi, 8 Barazza, 9 Secolo, 10 Cardullo, 11 Ortolani, 12 Agüero, 13 Ferretti, 14 Lo Bianco, 15 Del Core, 17 Gioli, CT: Barbolini

### Secondo posto
Formazione: 1 W. de Oliveira, 4 Pequeno, 5 Gattaz, 6 de Menezes, 7 H. de Souza, 8 J. de Souza, 9 Claudino, 10 Gonzaga, 12 de Carvalho, 13 de Castro, 14 F. de Oliveira, 16 Pereira, CT: Guimarães

### Terzo posto
Formazione: 1 Nnamani, 2 Scott, 3 Haneef, 4 Berg, 5 Sykora, 6 Tom, 7 Bown, 9 Joines, 10 Glass, 11 Ah Mow, 15 Davis, 18 Busse, CT: Lang

## Classifica finale
| Classifica | Squadre         | Qualificazione              |
| ---------- | --------------- | --------------------------- |
|            | Italia          | Giochi della XXIX Olimpiade |
|            | Brasile         | Giochi della XXIX Olimpiade |
|            | Stati Uniti     | Giochi della XXIX Olimpiade |
| 4          | Cuba            |                             |
| 5          | Serbia          |                             |
| 6          | Polonia         |                             |
| 7          | Giappone        |                             |
| 8          | Corea del Sud   |                             |
| 9          | Rep. Dominicana |                             |
| 10         | Thailandia      |                             |
| 11         | Perù            |                             |
| 12         | Kenya           |                             |